# میروسلاو کروبوت
میروسلاو کروبوت (متولد ۱۲ نوامبر ۱۹۵۱) یک کارگردان تئاتر و بازیگر اهل چک است. او در فیلم مردی از لندن که در فیلم افتتاحیهٔ جشنواره فیلم کن ۲۰۰۷ بوده‌است، نقش‌آفرینی کرده‌است.

## گزیدهٔ فیلم‌شناسی
- اشتباه طرف (۲۰۰۵)
- مردی از لندن (۲۰۰۷)
- ۳ فصل در جهنم (۲۰۰۹)
- آلوس نبل (۲۰۱۱)
- خانه (۲۰۱۱)
- ترک (۲۰۱۱)
- در سایه (۲۰۱۲)
- احیای (۲۰۱۳)
- بوته سوزان (۲۰۱۳)
- ستاره چهارم (۲۰۱۴)
- هیچ جایی در موراویا (۲۰۱۴)
- رد پا (۲۰۱۷)